# Ђолбаш
Ђолбаш (грч. Πικρολίμνη, Пикролимни) је насељено место у општини Кукуш у периферији Средишња Македонија, Грчка. Према попису из 2021. године било је 95 становника.
Према бугарском географу и историчару, Василу Канчову, у Ђолбашу је 1900. године живело 180 Словена хришћана. Током Другог балканског рата грчка војска је запалила село а становништво је протерано. На њихово место су насељене грчке избегличке породице из Кавказа. На попису из 1928. године Ђолбаш је имао 183 становника.